# Кыземшек (гора)
Кыземшек (дословно «женская грудь») — пик отрога Восточного Талгара в Заилийском Алатау. Абсолютная высота 3461 м. С горы берут начало истоки рек Иссык и Талгар. Кыземшек состоит из двух крутых скалистых вершин. Ледяного покрытия нет, лишь на склоне северной теневой части до конца лета лежит снег.